# Medicinal Research Reviews
Medicinal Research Reviews is een internationaal, aan collegiale toetsing onderworpen wetenschappelijk tijdschrift op het gebied van de
farmacie.
De naam wordt in literatuurverwijzingen meestal afgekort tot Med. Res. Rev.
Het wordt uitgegeven door John Wiley & Sons en verschijnt tweemaandelijks.
Het eerste nummer verscheen in 1981.